# Kommissar Wallander: Der Mann, der lächelte
Kommissar Wallander: Der Mann, der lächelte ist ein von der BBC produzierter Kriminal-Fernsehfilm aus dem Jahr 2010 mit Kenneth Branagh in der Hauptrolle des Kommissars Kurt Wallander.  Es handelt sich um die zweite Folge der zweiten Staffel, also die insgesamt fünfte Folge der Kommissar Wallander-Reihe und eine Verfilmung des Wallander-Romans Der Mann, der lächelte von Henning Mankell.
Der Roman war bereits im Jahr 2003 unter dem Titel Der Mann, der lächelte mit Rolf Lassgård in der Titelrolle verfilmt worden.

## Handlung
Seitdem Kriminalhauptkommissar Kurt Wallander während seines letzten Falles einen Mann in Notwehr erschießen musste, lebt er apathisch in einer abgelegenen Pension, schluckt Tabletten und trinkt Alkohol. Auch der Besuch eines alten Freundes, des Anwaltes Sten Torstensson, kann ihn nicht auf andere Gedanken bringen. Dessen Vater starb bei einem Autounfall. Doch Torstensson wundert sich, dass der Autoschlüssel im Bereich des Fußraums lag und kann sich nicht erklären, wie er aus dem Zündschloss dorthin gelangen konnte. Außerdem soll sein Vater zu schnell gefahren sein, nachdem er sein ganzes leben lang ein langsamer und umsichtiger Fahrer war. Torstensson bittet Wallander, einen Blick in die Akten zu werfen. Zunächst sieht Wallander sich außerstande, seinem Freund zu helfen, kehrt aber schließlich doch nach Ystad zurück.
Als Wallander wieder im Polizeirevier erscheint, erfährt er, dass sich sein Freund Sten Torstensson in der Nacht zuvor erhängt hat. Torstenssons Sekretärin Helene Duna hat eine Postkarte aufgehoben, die der Anwalt vor kurzen erhalten hat und deren Text nach einer Warnung klingt. Im Unfallauto von Stens Vater findet Wallander einen Holzstuhl, dem ein Bein fehlt; das vierte Bein findet Wallander an der Unfallstelle. Magnus Martinsson, der den Fall betreut hat, reagiert widerwillig auf Walllanders Nachforschungen und seine Ergebnisse.
Sten Torstenssons Zungenbein ist fünffach gebrochen, was eher auf eine Verletzung durch einen Schlag hindeutet. Die Todesursache bei Stens Vater Gustaf war Genickbruch; sein Zungenbein ist vierfach gebrochen. Wallanders Vorgesetzte Lisa Holgersson weist ihn zurecht, dass er nicht befugt gewesen sei, eine weitere Obduktion von Gustaf Torstensson anzuordnen. Sie rät ihm, sich nach seiner Krankheitsschreibung und seinem aktuellen Zustand ärztlich untersuchen lassen. Als sie ihm seine Dienstwaffe wieder übergibt, spürt er eine gewisse Nervosität.
Martinsson informiert Wallander über den aktuellen Stand der Entwicklungen: Gustaf Torstensson war am Tag des Unfalls auf dem Nachhauseweg. Er kam von Schloss Farnholm, wo er den  Philanthropen Alfred Harderberg besucht hatte. Torstenssons Anwaltskanzlei war fast ausschließlich für Harderberg tätig. Martinsson hatte Gelegenheit, für fünf Minuten mit Harderberg zu reden, während dieser für die Harderberg-Stiftung sich um einige Projekte kümmerte, die die Stiftung in Afrika betreut hatte. Wallander bittet darum, auch mit Harderberg reden zu dürfen. Bei Harderberg trifft Wallander auf Anders Ekman, einen früheren Kollegen aus Malmö, der dort jetzt an der Schranke arbeitet. Gustaf Torstensson war für die Steuer- und die Rechtsberatung der Stiftung zuständig und hat am fraglichen Tag ein paar Unterlagen zur Unterschrift vorbeigebracht. Harderberg hat ebenfalls eine solche Postkarte bekommen wie Sten Torstensson. Anders Ekman bringt Wallander noch einige Ausdrucke, die Auskünfte über ankommende und abfahrende Fahrzeuge beziehungsweise Personen enthalten, die das Schloss besuchten. Er lädt Wallander auf einen Drink ein. Als Ekman noch Polizist war, hat er eine Christina Wanska angefahren, die jetzt 28 Jahre alt wäre. Er konnte zu dieser Zeit ein Jahr lang in kein Auto steigen, begann zu trinken und hat seine Familie verloren. Seiner Meinung nach hatte Wallander Glück, weil er einen Mörder getötet hat, während er selbst einen unschuldigen Teenager angefahren hat. Wallander spricht seiner Tochter Linda noch schnell eine Nachricht auf die Mailbox, dass er wieder in Ystadt sei.
Auf dem Briefumschlag, in dem Sten Torstensson seine Postkarte bekommen hat, ist das Emblem des Eider-Duck-Hotels Hotels aufgedruckt, von dem aus die Karte auch abgeschickt wurde. Wallander kennt das Hotel, weil er dort früher öfter mit seinem Vater war. Zu der Zeit, als die Karte abgeschickt wurde, war im Hotel nur ein Ehepaar Timpken aus Deutschland zu Gast und ein gewisser Jurgen Nordfeldt. Die Hotelinhaberin hat die Adresslisten nicht mehr, kann sich aber noch an den Gast erinnern. Er war Ende vierzig, Anfang fünfzig und bekam Besuch von einer Frau namens Elin Nordfeldt, mit der er sich gestritten hat. Die Hotelbesitzerin und ihr Mann können sich auch noch an Wallander und seinen Vater erinnern.
Wallander besucht seinen Vater und trifft dort auch auf Linda. Sein Vater meint, Linda könne da bleiben und er könne gehen und wird dabei versehentlich handgreiflich. Linda hält ihrem Vater vor, dass er sich immer nur abwende; vielleicht hätte die Unterstützung seiner Familie ihm ja helfen können. Linda will von ihrem Vater wissen, was die Familie tun müsse, damit er für sie da sei.
Helene Duna kann mit dem Namen Nordfeldt nichts anfangen. Im Kellergeschoss des Hauses entdeckt Wallander einen Raum mit Ikonen. Zudem findet er eine mysteriöse Kunststoffbox und nimmt sie zur Polizeistation mit. Die Stiftungsunterlagen jedoch bleiben verschwunden. Mit Hilfe des Barcodes auf der Box kann Martinsson deren Hersteller ermitteln, auf deren Homepage Nordfeldt verzeichnet ist. Dieser ist seit Anfang des Monats aus unbekannten Gründen nicht mehr auf seiner Arbeitsstelle erschienen. Nyberg identifiziert die Box als Transportbehälter für Organe. Harderberg kennt den Namen Nordfeldt ebenfalls nicht. Martinsson meint, dass auf der Liste mit den Abfahrten und Ankünften ein Eintrag fehlen müsse: Laut der Aussage von Wanderern muss am Unfalltag ein weiteres Auto vom Schloss losgefahren sein. Wallander fragt bei Anders Ekman nach, der am fraglichen Tag frei hatte und ihm verspricht, die Sache zu überprüfen.
Elin Nordfeldt stellt sich als die Nichte von Jurgen Nordfeldt heraus. Wallander geht zu einem Diavortrag, den sie am Abend hält. Sie reagiert auf seine Nachfragen ängstlich und nervös. Dann erzählt sie, dass eine junge Afrikanerin, die in ihrem Diavortrag vorkam, drei Tage später tot war. Als Wallander ihr nachläuft während sie zu ihrem Auto läuft und einsteigt, explodiert dieses im selben Moment. Jurgen Nordfeldt meldet sich telefonisch bei Wallander. Er ist verzweifelt, weil Elin tot ist und will, dass das aufhört. Als Wallander bei ihm eintrifft, hat jemand einen Anschlag auf ihn verübt; der Kommissar sieht sich gezwungen, eine Tracheotomie durchzuführen.
Wallander findet bei Elin und Jurgen Norderfeldt Listen mit finanziellen Zuwendungen; anscheinend wollten sie über die Anwaltskanzlei Torstensson deren Erhöhung bei Harderberg erreichen. Zudem findet Martinsson heraus, dass Gustaf Torstensson 800 Spenderorganboxen bestellt hat, die als Softdrinkbehälter deklariert in den Sudan geschickt werden sollten; nach Martinssons Recherchen bestellt die größte Stockholmer Klinik pro Jahr nicht mehr als zwölf dieser Boxen. Für Wallander sieht es danach aus, dass Harderberg mit Organen handelt und Elin ihn damit erpressen wollte und ihren Onkel überredet hat, bei der Erpressung mitzumachen. Wallanders Einschätzung nach wird kein Beweis direkt zu Harderberg führen, zumal der Export der Boxen über die Kanzlei Torstensson gelaufen ist. Als Sten Wallander seinerzeit um Hilfe bat, hatte er erst angefangen, für die Stiftung zu arbeiten, und wusste noch nichts von der Verstrickung der Kanzlei in die Sache.
Wallander konfrontiert Harderberg mit seinem Verdacht, jedoch erfolglos; Harderberg lässt Wallander abblitzen. Anders Ekman bringt Wallander zwei Fotos mit, die beweisen, dass Harderbergs Bodyguard Sjølander das Schloss am Tag von Gustaf Torstenssons Tod kurz zuvor verlassen hat. Gleichzeitig will er in den Polizeidienst zurück und bittet Wallander, bei den verantwortlichen Stellen ein gutes Wort für ihn einzulegen. Daraufhin versucht Wallander Lisa Holgersson davon zu überzeugen, Anders Ekman noch eine Chance zu geben, er habe sie verdient.
In einem Anruf teilt Anders Ekman Wallander mit, dass Harderberg und Sjølander das Land verlassen wollen. Als Wallander auf dem Schlossgelände eintrifft, wartet Anders Ekman dort bereits mit einer Pistole auf das Gespann. Der Kommissar kann jedoch nicht verhindern, dass Ekman angeschossen wird. Wallander stellt Harderberg, der gerade mit dem Helikopter flüchten will. Während Wallander selbst zögert zu schießen, schießt Anders Ekman Sjølander nieder, der auf Wallander zielt, woraufhin Wallander Harderberg ins Bein schießt. Wenige Augenblicke später erliegt Anders Ekman seinen Verletzungen. Seine letzten Worte sind, dass er wieder dazu gehöre, was Wallander bestätigt.

## Kritik
„Spannender, inszenatorisch dichter (Fernseh-)Krimi nach dem Roman von Henning Mankell. Der sozialkritische Hintergrund verbindet sich eindringlich mit der vorzüglich dargestellten Studie des seelisch angeschlagenen Ermittlers. – Ab 16.“